# Елизаров, Александр Леонидович
Александр Леонидович Елизаров (род. 1965) — российский самбист, серебряный (1994, 1995) и бронзовый (1992) призёр чемпионатов России, бронзовый призёр чемпионата мира 1992 года в Минске, победитель розыгрышей Кубка мира в командном (1996) и личном (1997) зачётах. Мастер спорта России международного класса. Выступал в первой (до 82 кг) и второй (до 90 кг) средних весовых категориях. Наставником Елизарова был Заслуженный тренер России Владимир Зинчак. Елизаров проживает в Дзержинске (Нижегородская область), работает тренером в местной детско-юношеской спортивной школе.

## Спортивные результаты
- Чемпионат России по самбо 1992 года — ;
- Чемпионат России по самбо 1994 года — ;
- Чемпионат России по самбо 1995 года — ;